# オシダ科
オシダ科（オシダか）は、シダ植物の1群。多くの種を含み、よく知られたものも数多い。ただし、系統分類には問題点もあり、見直される可能性は高い。

## 概説
標準的なシダの姿のもので、比較的大柄なものが多い。日本では全土に多くの種があり、特にオシダ属は日本産のシダの属ではもっとも多くの種を含む。
印象としては『雄シダ』の名の通り、男っぽいものが多い。具体的には全体に大きめ・鱗片が多い・軸が太め等。
分類体系としては若干のふれがあり、また分子系統の研究では必ずしもまとまりを持ったものでないとの見解もある。

## 特徴
地上性でシダとしては中型から大型。根茎は直立するか斜めに立ち、あるいは横に這う。鱗片は基部で付着する形で、葉柄と根茎の間に関節はない。葉柄には複数本の葉跡がある。葉身は単葉から羽状複葉で、葉脈には遊離する例と規則的な網状になる例がある。胞子嚢群は葉脈に対して背生するか頂生。胞子嚢床は点状で、胞子嚢群は丸い形になるものが多い。ただし長楕円形や線形になる例もある。包膜は円腎形で、窪んだ点で着く例と盾状になる例が多い。包膜を持たない例もある。

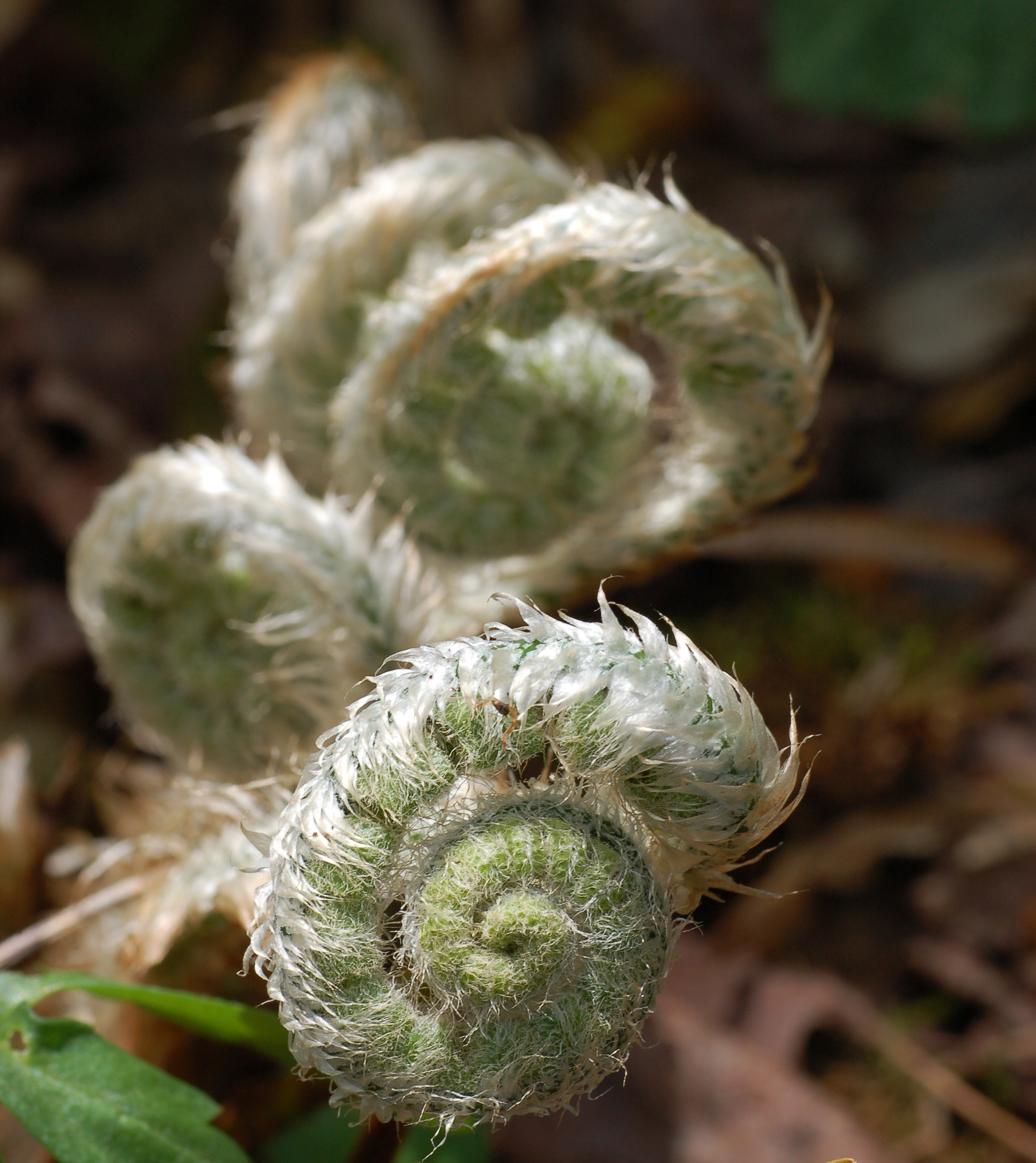
Polystichum acrostichoides（イノデ属) 鱗片に覆われた新芽
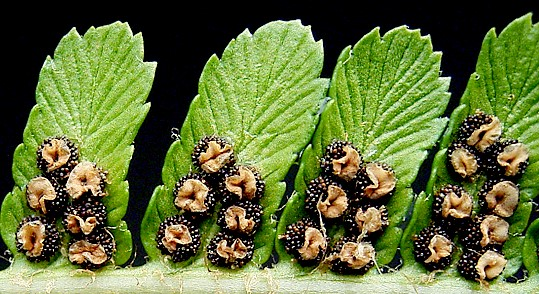
Dryopteris filix-mas(オシダ属) 胞子嚢群と包膜

## 分類
科の範囲には諸説あり、ヒメシダ科、イワデンダ科、ツルキジノオ科をも含める説もある。しかし、これらの科が同一系統であるとの判断は難しい。狭義のオシダ科では葉の軸上に有節毛をもつものをナナバケシダ亜科、持たないものをオシダ亜科に分け、これらを独立科とする判断もある。

## 下位分類
世界の熱帯域を中心に20属1000種が知られる。日本では8属150種がある。よく知られたものは数多い。たとえばベニシダ、イノデ、カナワラビ、ヤブソテツなどは、いずれも広く名の知られたものである。また同時に、これらはどれも類似の種が非常に多く、さらにそれらの雑種も多く存在して分類が難しいことでも知られている。
以下に日本産の属と代表的な種をあげる。
- Acrophorus　タイワンヒメワラビ属：タイワンヒメワラビ
- Arachnioides　カナワラビ属：リョウメンシダ・ハカタシダ・オオカナワラビ・コバノカナワラビ・ホソバカナワラビ・ホザキカナワラビ
- Ctenitis　カツモウイノデ属：カツモウイノデ・ホラカグマ
- Cyrtomium　ヤブソテツ属：ヤブソテツ
- Dryopteris　オシダ属：ナガサキシダ・イワヘゴ・オシダ・クマワラビ・ベニシダ・ナチクジャク
- Hemigramma　ハルランシダ属：ハルランシダ
- Polystichum　イノデ属：ツルデンダ・ジュウモンジシダ・イノデ
- Tectaria　ナナバケシダ属：ウスバシダ・ナナバケシダ

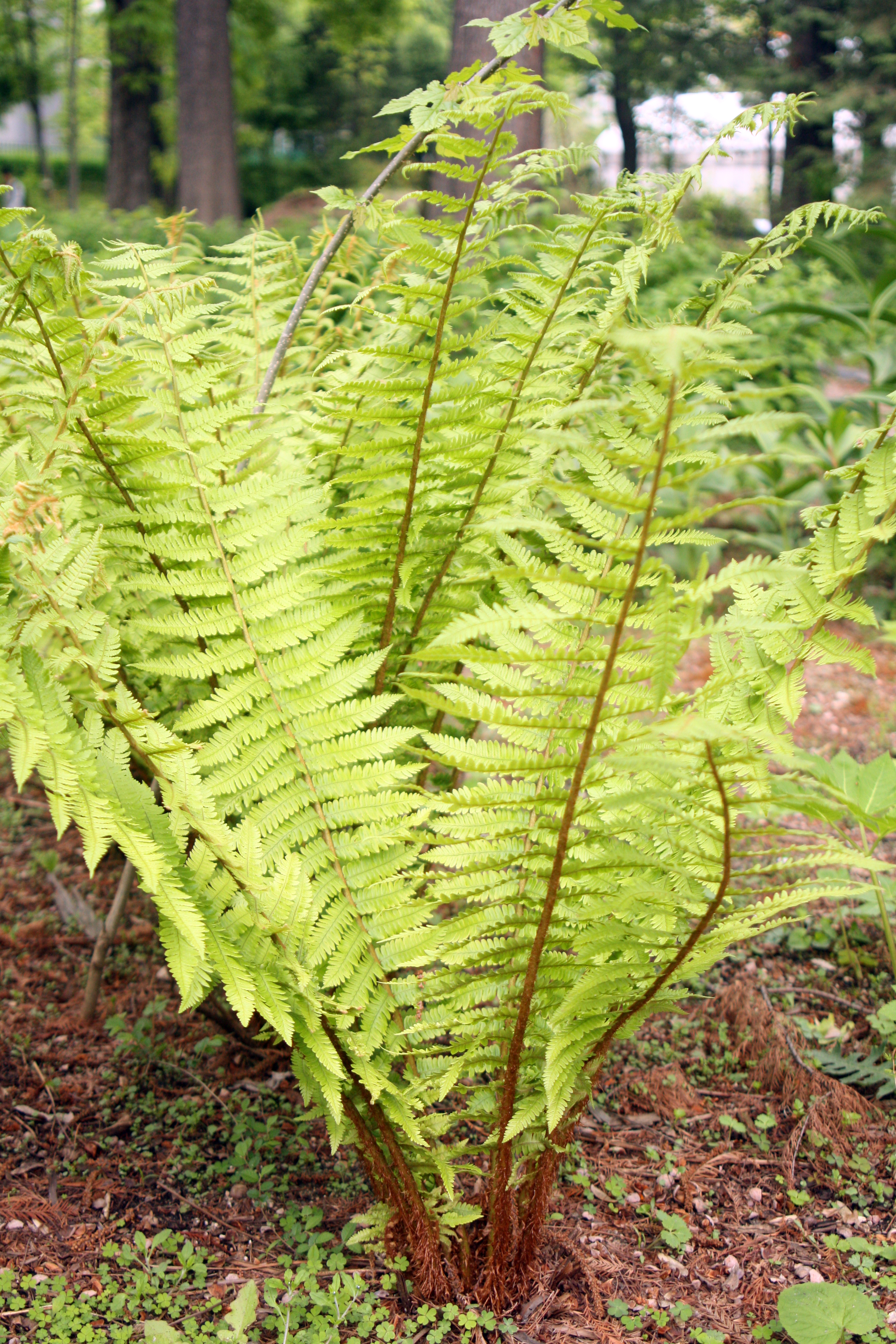
オシダ
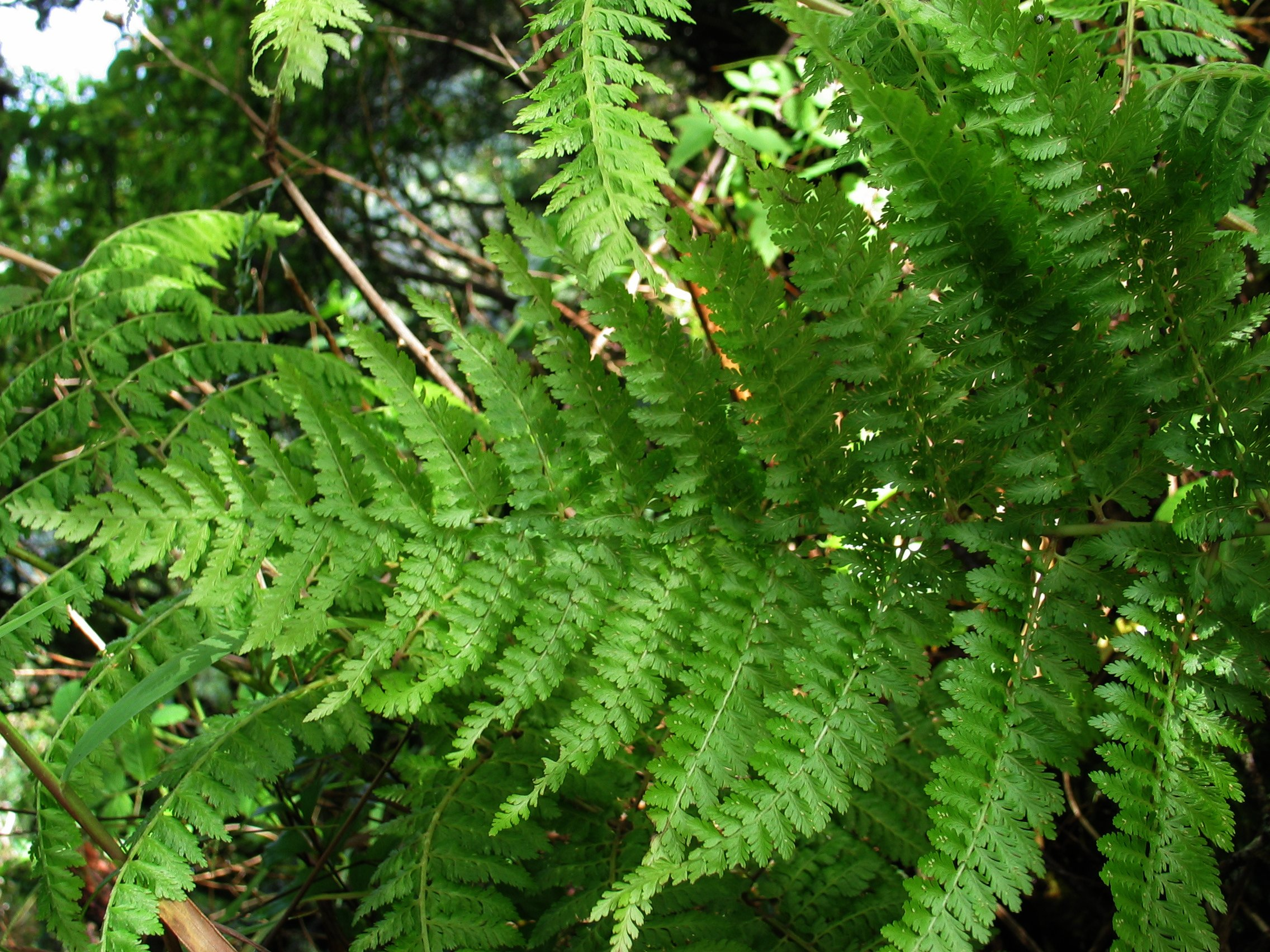
Ctenitis latifrons（カツモウイノデ属）
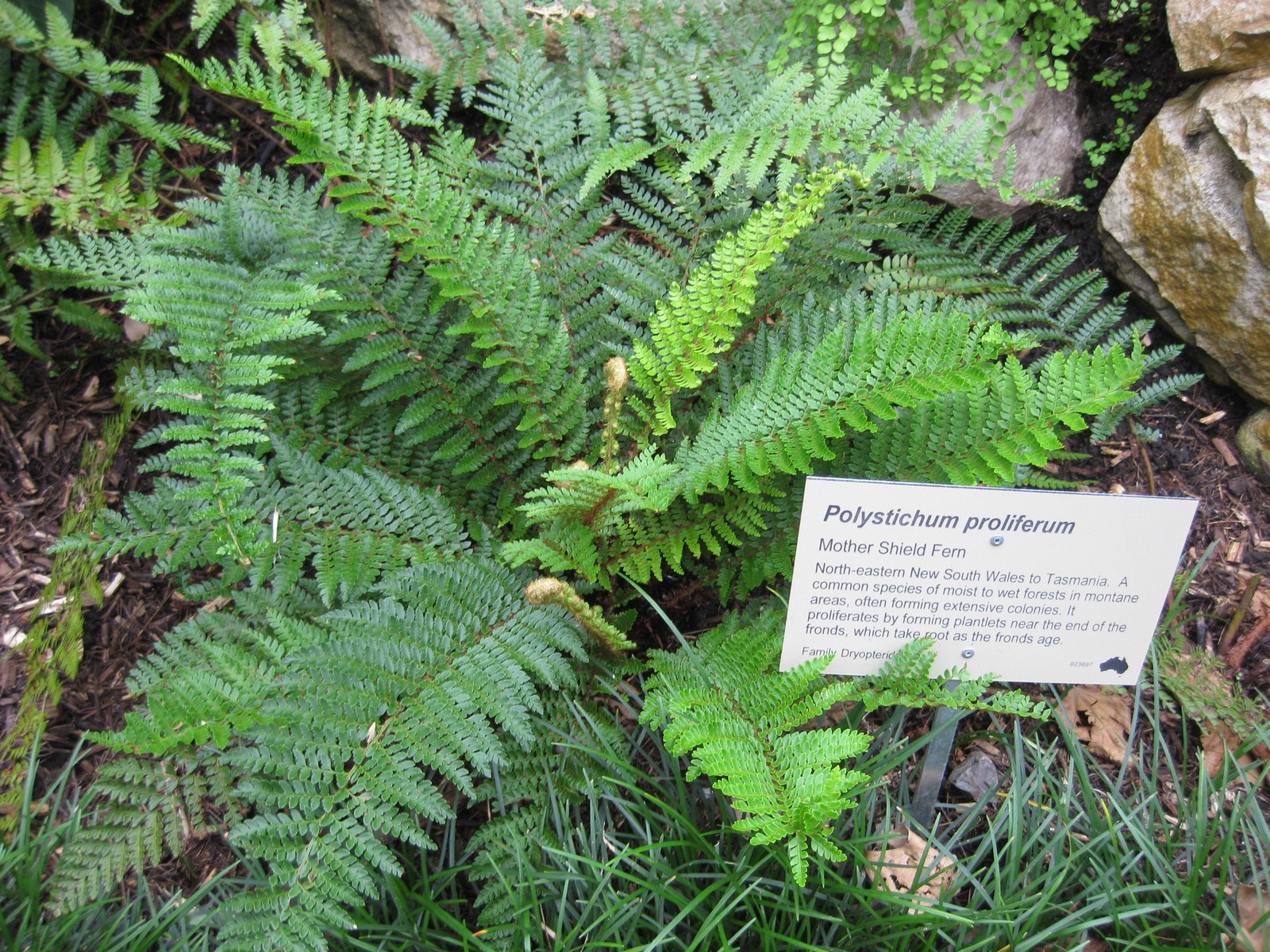
Polystichum proliferum（イノデ属）

## 利害
観葉植物としてよく知られているものにオニヤブソテツやハカタシダがある。薬用とされたものにオシダがある。

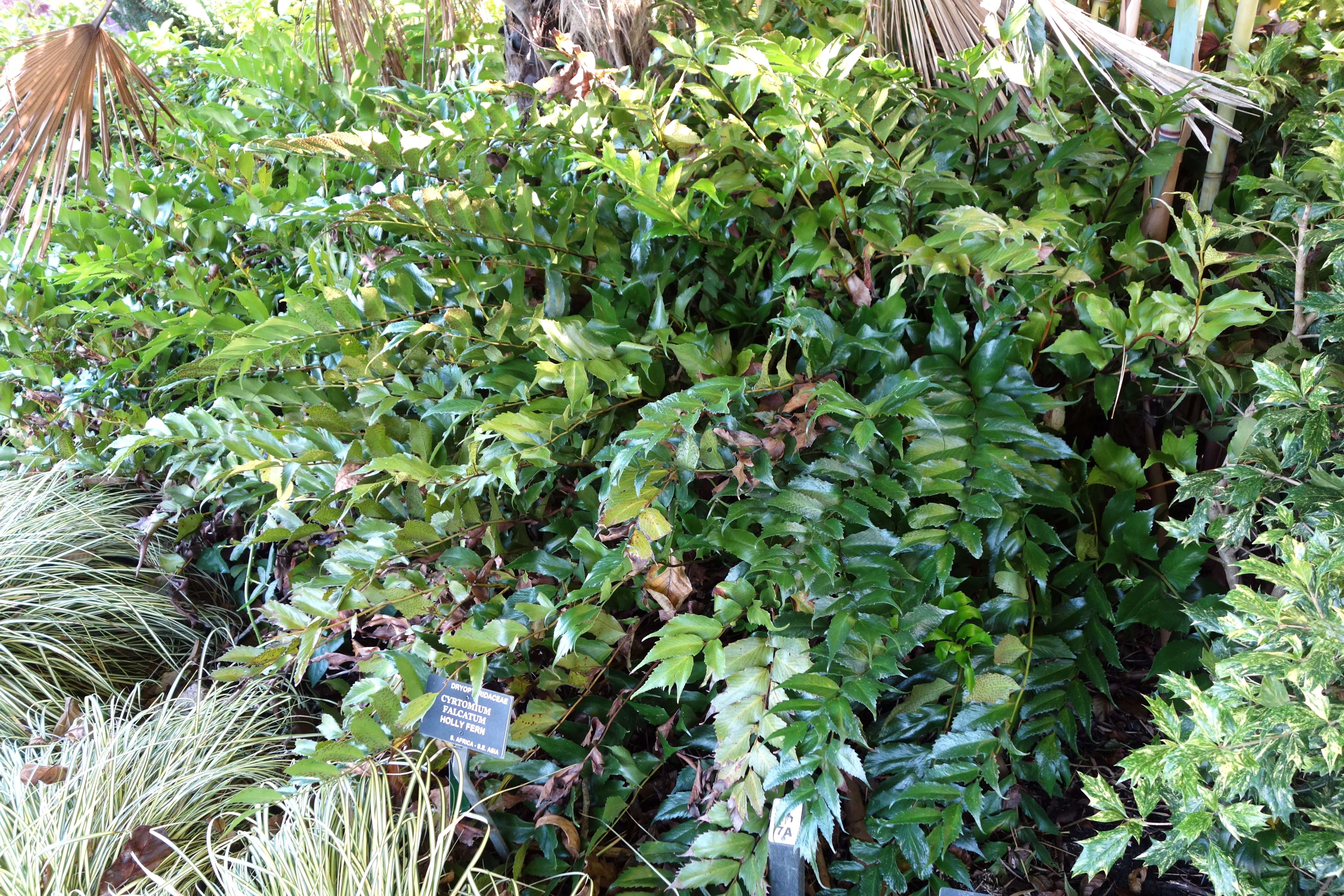
オニヤブソテツ
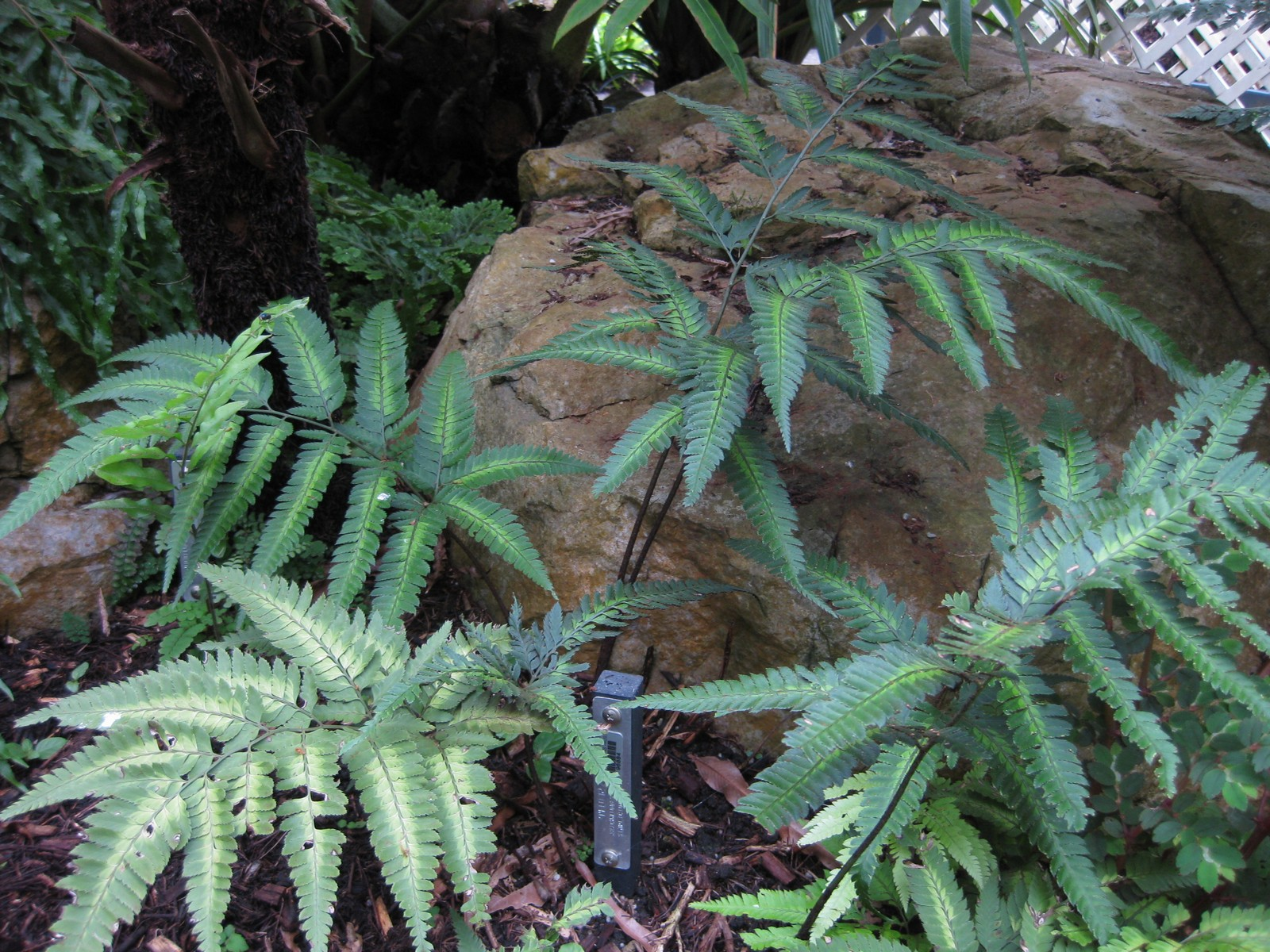
ハカタシダ